# Florek (komedia)
Florek – farsa spółki autorskiej: Adolfa Abrahamowicza i Ryszarda Ruszkowskiego w trzech aktach ogłoszona w 1887 r.

## Treść
Utwór stanowi przykład dramatu mieszczańskiego. Jego morałem jest, że nikt nie zdobędzie pieniędzy w zawodzie sobie niewłaściwym. Tę opinię wyraża wuj tytułowego bohatera, Floriana Florkowskiego. Florek postanawia zostać komornikiem, choć nie ma predyspozycji do tej pracy, jako człowiek uczuciowy i litościwy. W efekcie kompromituje się i przyznaje rację wujowi. Wuj, dumny z tego, że jego nauki zostały przyjęte, czyni Florka dziedzicem i umożliwia mu tym samym małżeństwo.